# Vucskómező
Vucskómező (ukránul: Вучкове [Vucskovje]) falu Ukrajnában, Kárpátalján, a Huszti járásban.

## Fekvése
Ökörmezőtől délre, a Nagy-ág patak mellett fekvő település.

## Története
1910-ben 568 lakosából 6 magyar, 39 német, 523 román lakosa volt. A népességből 11 fő római katolikus, 529 görögkatolikus, 28 izraelita volt. A trianoni békeszerződés előtt Máramaros vármegye Ökörmezői járásához tartozott.
A falu híres volt sós gejzírjéről. Méhészete Kárpátok szerte híres volt. A világon egyedülállóan e településen a méhekről emlékművet is állítottak.